# Grande História

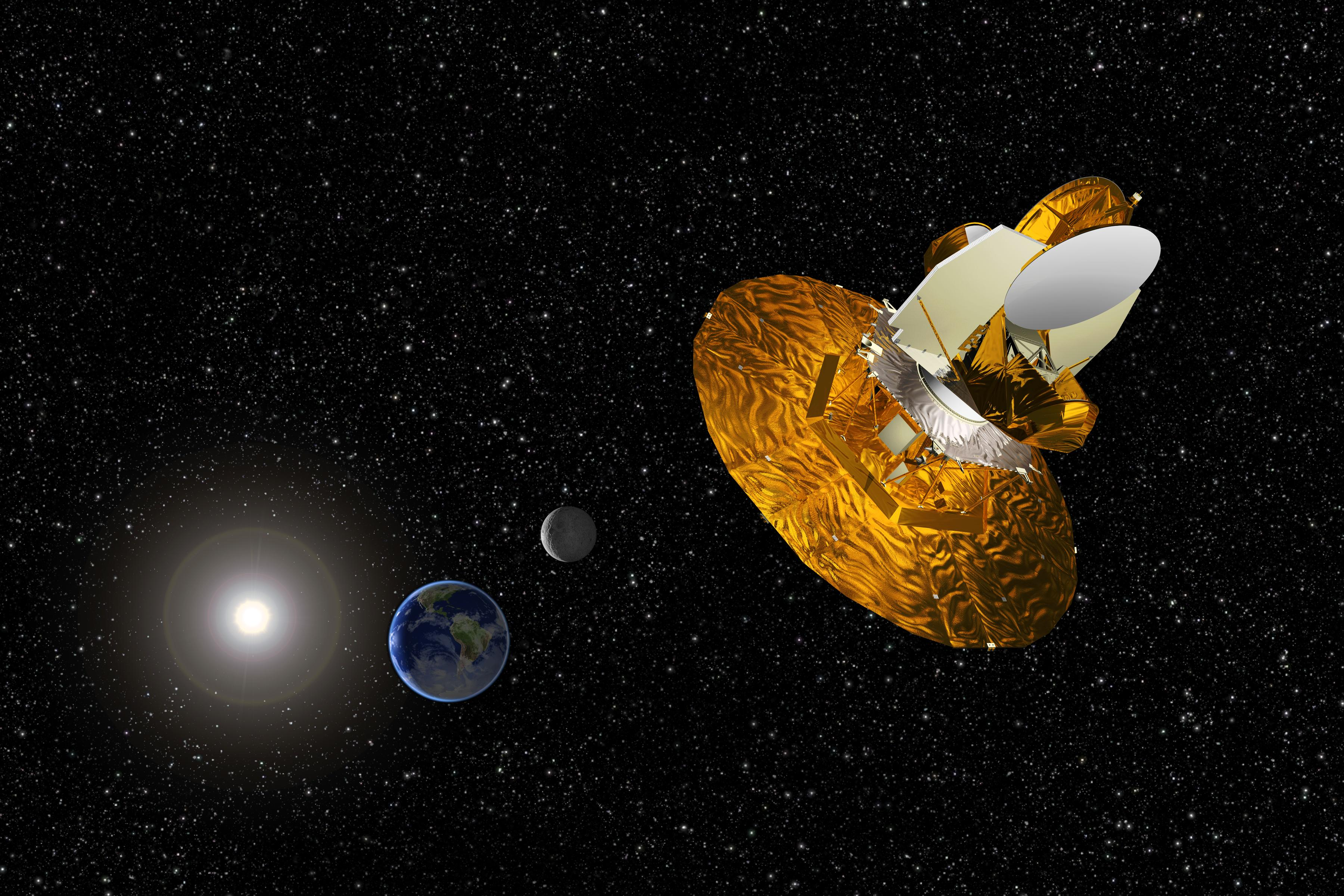
Representação artística do satélite WMAP lançado para ajudar os cientistas a entender o Big Bang

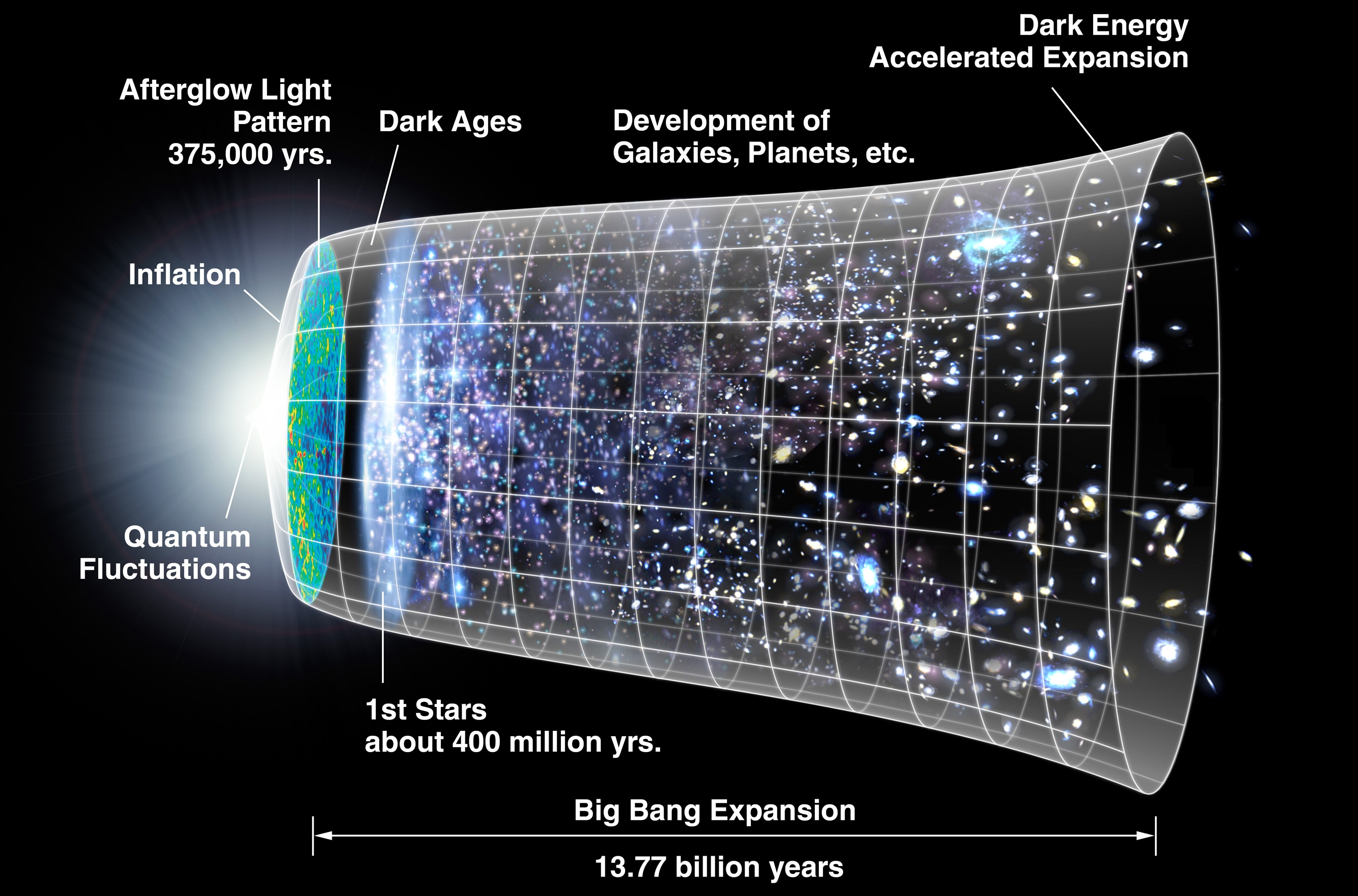
Um diagrama da expansão do Big Bang de acordo com a NASA

Grande História, também conhecida como História Ampla ou Big History é um subcampo da História que se formou, principalmente, nos Estados Unidos, tendo ainda pouca divulgação em outras partes do mundo. Esta abordagem foi desenvolvida na segunda metade dos anos 80, com a pretensão de analisar eventos de larga escala, em períodos de tempo extremamente longos, que geralmente fogem aos recortes temporais tradicionais da ciência histórica. Por sua própria natureza, a Grande História é multidisciplinar, podendo ser classificada como uma ciência holística.

## Alcance e recortes na Grande História
A Grande História tenta analisar os eventos passados dentro de um contexto de múltiplas escalas de tempo, desde o Big Bang até os tempos atuais, buscando delinear padrões comuns e temáticas recorrentes. Como este recorte sai automaticamente da definição de História como "estudo do acontecer humano", é discutível se a Grande História pode ser considerada um desdobramento da ciência histórica ou uma "multiciência", que utiliza de dados da biologia, astronomia, arqueologia, antropologia e sociologia para embasar seus estudos.
O campo surgiu como uma resposta à crescente especialização e reducionismo científico do século XX, em uma tentativa de abarcar a História como um todo, cruzando dados em temáticas comuns ao longo do tempo. A História tradicional geralmente limita-se ao estudo da palavra escrita, que engloba apenas os últimos 5.000 anos, ou estudos de cultura material, que alongam esta periodização em alguns séculos, deixando inexplorada, na visão dos adeptos da Grande História, a maior parte dos eventos relevantes para o conhecimento científico.

## Historiografia da Grande História
Os primeiros cursos de Grande História foram palestras experimentais organizadas no final dos anos 80 pelo historiador estadunidense John Mears, da Southern Methodist University, em Dallas, Texas. Seu maior expoente é o historiador David Christian, da Macquarie University, na Austrália. Cursos mais recentes foram inaugurados em várias universidades dos Estados Unidos, notavelmente a San Diego State University.
O primeiro livro tratando exclusivamente sobre o tema foi The Structure of Big History: From the Big Bang until Today, de Fred Spier, publicado em 1996. O livro oferece uma ambiciosa defesa do projeto e tenta construir um modelo unificado da História ao longo de múltiplas escalas de tempo.
Atualmente, o texto essencial da disciplina é Maps of Time: An Introduction to Big History, de David Christian, no qual o autor explora a cronologia desde os primeiros segundos pós-Big-Bang e a criação do sistema solar até o final do século XX, dando especial atenção a eventos como a origem da vida, a evolução humana, a revolução neolítica e a modernidade.
Christian procura examinar padrões estruturais que se repetem em períodos imensos de tempo.
Como disciplina acadêmica emergente, a Grande História examina a história do Big Bang até o presente, estudando longo espaços de tempo por meio de uma abordagem multidisciplinar com base na combinação de inúmeras disciplinas da ciência e das humanidades e explora a existânica humana no contexto de uma perspectiva mais ampla. Ela integra estudos do cosmos, Terra, vida e humanidade usando evidências empíricas para explorar relações de causa e efeito, e é ensinada nas universidades e escolas de ensino médio frequentemente usando apresentações interativas baseadas na web.
De acordo como historiador David Christian, a quem tem sido creditado o termo "Grande História", o movimento intelectual foi desenvolvido a partir de uma "convergência incomum de estudiosos". Alguns historiadores expressaram ceticismo em relação a "história científica", argumentando que a pretensão da Grande História não é novidade. Outros (ver Cosmologia e História Natural ) apoiam seu mérito científico mas apontam que ela tem sido estudada desde a Renascimento e que o novo termo é apenas uma continuação desse trabalho.

## Comparação com a história convencional

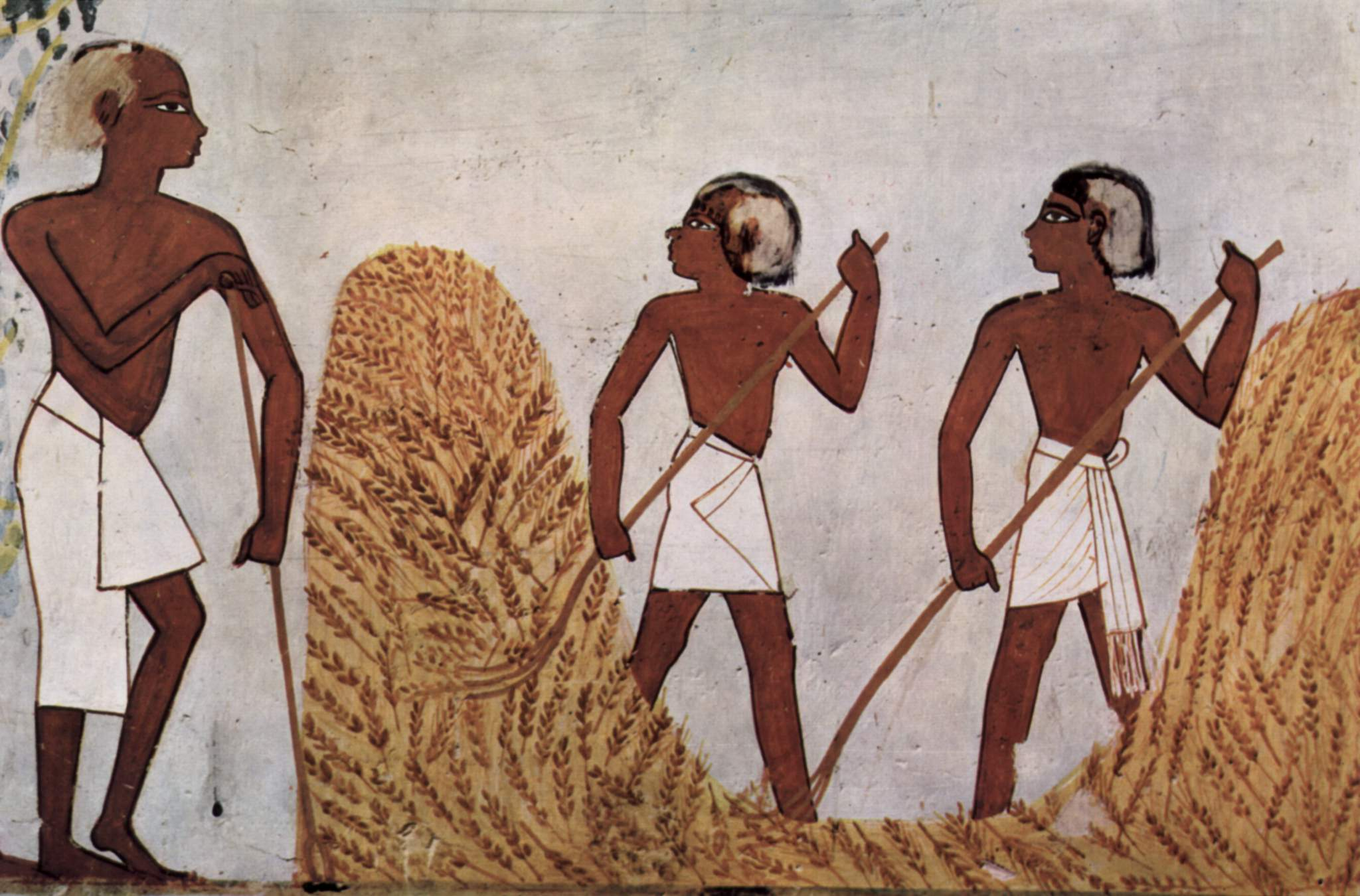
A história convencional frequentemente começa com o desenvolvimento da agricultura em civilizações como as do Antigo Egito.

A Grande História examina o passado estudando numerosas escalas de tempo, do Big Bang à modernidade diferentemente dos cursos de história convencionais que começam com a introdução da lavoura e a civilização, ou com o começo dos registros escritos. Ela explora temas, narrativas e padrões comuns. Os cursos geralmente não focam nos seres humanos até mais de sua metade, e não priorizam o estudo dos reinos, civilizações, guerras e limites nacionais. Se a história convencional tem seu foco na civilização humana, mantendo a humanidade no centro, a Grande História foca no universo e mostra como a humanidade se ajustou a esse modelo e lugares da história humana em um contexto mais amplo do universo histórico. Ao contrário da história convencional, a Grande História tende a passar rapidamente sobre os detalhes de eras históricas como a Renascença ou o Antigo Egito. Ela desenha as mais recentes descobertas da biologia, astronomia, geologia, climatologia, pré-história, arqueologia, antropologia, biologia da evolução, química, psicologia, hidráulica, geografia, paleontologia, história antiga, física, economia, cosmologia, história natural, and população e estudos ambientais tanto como a história padrão. Um professor explicou:

Estamos obtendo uma melhor evidência da física, da química e da biologia e estamos trabalhando juntos em uma história... Não vamos aprender como equilibrar as equações [químicas], mas vamos aprender como os elementos químicos surgiram da morte das estrelas, e isso é realmente interessante. — 
A Grande História nasceu do desejo de ir além dos campos de especialização que emergiram no século XX. Ela tenta compreender a história em sua totalidade, procurando por temas comuns através das múltiplas escalas de tempo da história. A história convencional começa tipicamente com a invenção da escrita e está limitada a eventos do passado relacionados diretamente com a raça humana. Os grandes historiadores apontam que isso limita o estudo aos últimos 5 mil anos negligenciando todo o tempo em que os seres humanos existem no planeta.
Henry Kannberg vê a Grande História como sendo um produto da Era da Informação, um estágio da história, ela própria, seguindo a era da fala, da escrita e da impressão.
A Grande História cobre a formação do universo, estrelas e galáxias, além de incluir o início da vida tanto como o período de centenas de milhares de anos em que os seres humanos foram caçadores-coletores. Ela vê a transição para a civilização como um processo gradual com muitas causas e efeitos ao invés de uma transformação abrupta do estático homem das cavernas não civilizado até os dinâmicos agricultores civilizados. Um relato do The Boston Globe descreve o que polemicamente se declara ser a visão convencional da história:
Os primeiros seres humanos eram pescadores de cabelos grossos e compridos. Eles se agachavam ao redor de fogueiras e comiam carne assada. Às vezes carregavam lança. De vez em quando, rascunhavam imagens de antílopes nas paredes das cavernas que moravam. Foi o que eu aprendi na escola primária, de qualquer forma. A história não começou com os primeiros seres humanos - eles eram homens das cavernas! A Idade da Pedra não era história; A Idade da Pedra era um preâmbulo da história, uma era distópica de êxtase antes do início feliz da civilização e a chegada de descobertas astutas como rodas de carruagem, pólvora e o Google. A história começou com agricultura, estados-nação e documentos escritos. A história começou na Crescente fértil da Mesopotâmia, em algum lugar por volta de 4000 aC. Começou quando finalmente superamos nosso legado selvagem e a cultura ultrapassou a biologia. Anthony Doerr em On Deep History and the Brain por Daniel Lord Smail, 2007
A Grande História, em contraste com a história convencional, tem mais do que uma base interdisciplinar. Ela advoga algumas vezes a visão convencional como "microhistória" ou "história superficial" e observa que três quartos dos historiadores se especializam em entender os últimos 250 anos enquanto ignoram a "longa marcha da existência humana." Porém, um historiador argumenta que a disciplina da história está se perdendo nessa visão ampla e descreveu que "grande narrativa" da Grande História como um "clichê jogado ao redor de um diversas coisas."
Contudo, outro relato sugere que a história convencional carrega consigo a " sensação de moer nozes em um pó sempre mais fino." Ela enfatiza nos processos e tendências de longo prazo ao invés dos eventos ou feitos individuais. O historiador Dipesh Chakrabarty da Universidade de Chicago sugere que a Grande História é menos politizada que a história contemporânea porque ela permite as pessoas "dar um passo atrás." Ela EUA mais tipos de evidência que os registros escritos da história padrão, tais como fósseis, ferramentas, itens familiares, imagens, estruturas, mudanças ecológicas e variações genéticas.
Os críticos da Grande História, inclusive o sociólogo Frank Furedi, consideram a disciplina como um momento "anti-humanista da história."
A narrativa da Grande História também foi desafiada por não se envolver com a metodologia da disciplina de história convencional. De acordo com o historiador e educador Sam Wineburg da Universidade de Stanford, ela evita a interpretação de textos em favor de uma abordagem puramente científica, tornando-se assim "menos história e mais uma espécie de biologia evolutiva ou física quântica. "

## Temas

A datação do radiocarbono ajuda os cientistas a entenderem a idade das rochas tanto quanto a da Terra e do Sistema Solar

David Christian argumenta que o passado recente é apenas compreensível em termos da "totalidade do período de 14 bilhões de anos em si." A Grande História procura recontar a "história humana" à luz dos avanços científicos por métodos como datação por radiocarbono e análise genética. Em alguns casos, ele usa
modelo matemático para explorar as interações entre as tendências de longo prazo nos sistemas sociológicos, levando ao envolvimento do termo cliodynamics por Peter Turchin da Universidade de Connecticut para descrever como modelos matemáticos podem explicar eventos como o crescimento dos impérios, o descontentamento social e o colapso das nações.
Ela explora a combinação de ação individual e forças sociais e ambientais, de acordo com uma visão. Enquanto a história convencional pode ver uma invenção, como pontas de lança mais afiadas, como sendo deliberadamente criada por alguns seres humanos inteligentes e depois copiada por outros humanos, uma perspectiva da Grande História pode ver pontas de lança mais afiadas como acidentais, e os processos evolutivos naturais permitiram que seus usuários fossem melhores caçadores, mesmo que não entendessem por que esse era o caso. Ela procura descobrir padrões de repetição durante os 13,8 bilhões de anos desde o Big Bang. Por exemplo, um padrão é que o "caos catalisa a criatividade", como o  impacto de asteroides para os dinossauros.

### Questões e escalas de tempo
A Grande História faz comparações com base em diferentes escalas de tempo, ou o que David Christian chama de "jogo de escalas", e observa semelhanças e diferenças entre as escalas humana, geológica e cosmológica. Christian acredita que tais "mudanças radicais na perspectiva renderão novas ideias sobre problemas históricos familiares, desde a história ambiental para a natureza fundamental da própria mudança". A Grande História mostra como a existência humana foi alterada por fatores humanos e naturais: de acordo, por exemplo, com processos naturais que aconteceram há mais de quatro bilhões de anos, o ferro surgiu dos restos de uma estrela explosiva e, como resultado, os seres humanos puderam usar este metal duro para forjar armas para caça e guerra.
A disciplina aborda questões como "como chegamos aqui?", "como decidimos em que acreditar?", "como a Terra se formou?" e "o que é a vida? " e oferece um "grande passeio por todos os principais paradigmas científicos". De acordo com sua visão, ela ajuda os alunos a se tornarem cientificamente alfabetizados rapidamente.

### Evolução Cósmica
Na obra Evolução Cósmica, o estudo científico da mudança universal, está intimamente relacionado com a Grande História (como são os sujeitos aliados de épico da evolução e astrobiologia. Alguns pesquisadores consideram a evolução cósmica mais ampla do que a Grande História, uma vez que esta última, principalmente (e legitimamente), examina a caminhada histórica:
Big Bang → Via Láctea → Sol → Terra → Humanidade
A evolução cósmica, ao abordar completamente todos os sistemas complexos (e não meramente aqueles que levaram aos seres humanos), que às vezes também é chamado de história cosmológica ou história universal, vem sendo ensinada e pesquisada há décadas, principalmente por astrônomos e astrofísicos. Este cenário do Big Bang para a humanidade surge bem antes de alguns historiadores começarem a falar de Grande História na década de 1990. A evolução cósmica é um quadro intelectual que oferece uma grande síntese de muitas mudanças variadas na montagem e composição da radiação, da matéria e da vida ao longo da história do universo. Ao envolver as consultas honestas de quem somos e de onde chegamos, esse assunto interdisciplinar tenta unificar as ciências dentro da totalidade da história natural - uma narrativa científica única e inclusiva de origem e evolução de todas as coisas materiais sobre 14 bilhões de anos, desde a origem do universo  até o presente na Terra.
As raízes da ideia de evolução cósmica se estendem por milênios.
Os filósofos gregos antigos do século V a.C., mais notavelmente Heráclito, são celebrados por suas alegações fundamentadas de que todas as coisas mudam. As primeiras especulações modernas sobre a evolução cósmica começaram há mais de um século, incluindo os amplos conhecimentos de Robert Chambers, Herbert Spencer e Lawrence Henderson. Somente em meados do século XX foi o cenário cósmico-evolutivo articulado como um paradigma de pesquisa para incluir estudos empíricos de galáxias, estrelas, planetas e vida - em suma, uma agenda expansiva que combina a evolução física, biológica e cultural. Harlow Shapley articulou amplamente a ideia de evolução cósmica (muitas vezes chamando-a "cosmografia" em locais públicos em meados do século, e a NASA abraçaram-no no final do século XX como parte de seu programa de astrobiologia. Carl Sagan, Eric Chaisson, Hubert Reeves, Erich Jantsch, and Preston Cloud, entre outros, promoveram amplamente a evolução cósmica aproximadamente na mesma época em torno de 1980. Este assunto extremamente amplo agora continua a ser ricamente formulado como um programa de pesquisa técnica e uma visão científica de mundo para o século XXI.
A evolução cósmica pode suscitar controvérsias por várias razões:
- a evolução de qualquer tipo atrai inerentemente detratores, especialmente entre os fundamentalistas religiosos;
- a evolução cósmica aborda as origens universais e humanas, que muitas vezes elevam as emoções; desafia ideias antiquíssimas sobre o sentido do lugar da vida no cosmos;
- abrange a mudança, que muitas pessoas não gostam ou desconfiam;
- congratula-se com uma ampla interpretação do conceito de evolução, substituindo a ideia de evolução exclusiva da vida, que alguns biólogos preferem;
- propõe uma visão abrangente e interdisciplinar baseada na racionalidade e empirismo, que, apesar de seus testes experimentais, alguns acham intelectualmente arrogante.

Uma coleção popular de materiais acadêmicos sobre a evolução cósmica baseia-se no ensino e pesquisa que está em andamento na Universidade Harvard desde a década de 1970 Esta AoT graphic é uma imagem de alta resolução da página de abertura de um enorme site multimídia em "Evolução cósmica: do Big Bang para a humanidade" que estão contidos textos, imagens, animações, filmes e referências de hiperlinks de interesse para não-cientistas (Introdution Track) e cientistas profissionais (Advanced Track). Outros esforços notáveis incluem um grande site em "Voyages Through Time", produzido pelo Instituto SETI.

### Complexidade, energia, princípios
A evolução cósmica é um assunto quantitativo, enquanto a Grande História normalmente não é. Isso ocorre porque a evolução cósmica é praticada principalmente por cientistas naturais, enquanto a Grande História por estudiosos sociais. Esses dois assuntos, estreitamente aliados e sobrepostos, se beneficiam um do outro; Os evolucionistas cósmicos tendem a tratar a história universal de forma linear, assim a humanidade entra em sua história apenas nos momentos mais recentes, enquanto os grandes historiadores tendem a enfatizar a humanidade e suas muitas realizações culturais, concedendo aos seres humanos uma parte maior da história. Pode-se comparar e contrastar essas diferentes ênfases observando dois vídeos curtos retratando a narrativa do Big-Bang ao ser humano, uma com o tempo de animação linear "Arrow of Time", e o outro com "Cosmic Origins" tempo de captura logarítmico (na verdade, tempo de look-back). Enquanto no primeiro vídeo, de 14 minutos, os humanos entram no último segundo, no último ele aparece bem mais cedo -, porém ambos estão corretos.
Este diferentes tratamentos do tempo acima de 14 bilhões de anos, cada um com diferentes ênfases no conteúdo histórico, são mais esclarecidas ao se notar que alguns evolucionistas cósmicos dividem toda a narrativa em três fases e sete épocas:
Fases: evolução física → evolução biológica → evolução cultural
Épocas: partículas → galática → estelar → planetária → química → biológica → cultural
Isso contrasta com a abordagem utilizada por alguns historiadores da Grande História que dividem a narrativa em muito mais limiares, como observado na discussão no final desta seção
Outra narrativa da história do Big Bang para a humanidade é aquela que enfatiza o universo anterior, particularmente o crescimento de partículas, galáxias e estrutura cósmica em grande escala, como na cosmologia física.
Entre os esforços quantitativos para descrever a evolução cósmica, destacam-se os esforços de pesquisa de Eric Chaisson para descrever o conceito de fluxo de energia através de sistemas termodinâmicos abertos, incluindo galáxias, estrelas, planetas, vida e sociedade. O incremento observado de taxa de densidade enérgica (energia/tempo/massa) entre toda uma série de sistemas complexos é uma maneira útil de explicar o aumento da complexidade em um universo em expansão que ainda obedece à segunda lei da termodinâmica e continua assim a acumular entropia. Como tal, os sistemas de materiais ordenados - desde abelhas aferroadas e árvores de sequoia até estrelas brilhantes e seres pensantes - são vistos como ilhas temporárias e locais de ordem em um mar de desordem vasto e global.
Um artigo recente, especialmente dirigido a grandes historiadores, resume muitos desses esforços empíricos na última década.
Uma descoberta impressionante de tais estudos de complexidade é a ordem aparentemente classificada entre todos os sistemas de materiais conhecidos no universo. Embora a energia "absoluta" em sistemas astronômicos exceda em grande parte a dos seres humanos, e embora as densidades de massa de estrelas, planetas, corpos e cérebros sejam todas comparáveis, a "densidade" da energia para os humanos e a sociedade humana moderna são aproximadamente um milhão de vezes maior do que para estrelas e galáxias.
Por exemplo, o Sol emite uma vasta luminosidade e, assim, a cada segundo, uma quantidade de energia equivalente a apenas 2 ergs passa por cada grama dessa estrela.
Em contraste com qualquer estrela, mais energia flui através de cada grama da folha de uma planta durante a fotossíntese, e muito mais (quase um milhão de vezes) corre por cada grama de um cérebro humano enquanto pensa (~ 20W / 1350g). A evolução cósmica é mais do que uma afirmação subjetiva e qualitativa de "uma maldita coisa após a outra". Essa visão inclusiva de mundo científico constitui uma abordagem objetiva e quantitativa para decifrar muito do que compreende a natureza material organizada. Sua filosofia uniforme e consistente de abordagem em relação a todos os sistemas complexos demonstra que as diferenças básicas, tanto dentro como entre muitos sistemas variados, são de grau, não de tipo. E, em particular, sugere que uma gama ótima de densidade da taxa de energia ofereça oportunidades para a evolução da complexidade; esses sistemas capazes de ajustar, adaptar ou tirar proveito de tais fluxos de energia sobrevivem e prosperam, enquanto outros sistemas afetados negativamente por muita ou pouca energia que é eliminada de forma não aleatória.
Fred Spier é o primeiro dos historiadores da Grande História que achou útil o conceito de fluxos de energia, sugerindo que a Big History é o aumento e a queda da complexidade em todas as escalas, desde partículas sub-microscópicas até vastos conjuntos de galáxias, e não menos importantes sistemas biológicos e culturais entre si. David Christian, em uma conferência de 18 minutos no TED, descreveu alguns dos cursos básicos da Grande História. Christian conceitua cada estágio da progressão para uma maior complexidade como um "momento de limiar" quando as coisas se tornam mais complexas, mas também se tornam mais frágeis e móveis. Alguns dos estágios limiares de Christian são:

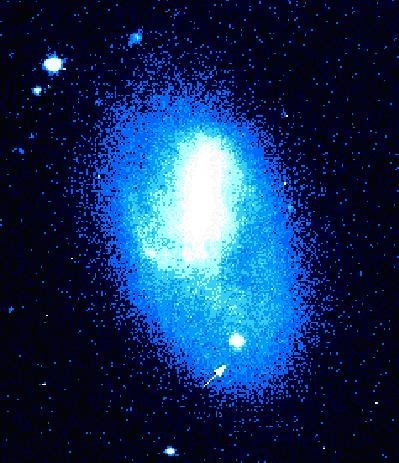
Na supernova, uma estrela que exauriu a maioria de sua energia em uma incrível explosão, são criadas condições para o surgimento de elementos mais pesados, como ferro e ouro.

1. O Universo surge, em um segundo, incrivelmente quente, destroçado e em expansão.
2. As estrelas nascem.
3. Estrelas morrem criando temperaturas quentes o suficiente para dar origem a produtos químicos mais complexos bem como rochas, asteroides, planetas, satélites e nosso sistema solar.
4. A Terra é criada.
5. A vida surge na Terra com moléculas que se desenvolvem a partir de condições chachinhos dourados, com pouca ou quase nenhuma energia.
6. Os seres humanos aparecem e desenvolvem a linguagem e o aprendizado coletivo.

Christian sustentou que sistemas mais complexos são mais frágeis e que, embora o aprendizado coletivo seja uma força poderosa para fazer avançar, de um modo geral, a humanidade, não é claro que os humanos sejam responsáveis por isso e é possível, na opinião dele, destruir a biosfera com as poderosas armas que foram inventadas.
Na série de conferências de 2008 The Teaching Company's Great Courses intitulado Grande História: O Big Bang, a Vida na Terra e o Reino da Humanidade, Christian explica a Grande História em termos de oito limiares de crescente complexidade:
1. O Big Bang e a criação do Universo cerca de 13 bilhões de anos atrás[46]
2. A criação das estrelas e primeiros objetos complexos, cerca 12 bilhões de anos atrás[46]
3. O surgimento de elementos químicos dentro da evolução estelar, dando origem a estruturas mais complexas, inclusive plantas e animais[46]
4. A formação dos planetas, como a Terra, quimicamente mais complexos que o Sol[46]
5. Criação e evolução da vida há cerca de 3,8 billões de anos atrás, incluindo a evolução dos nossos ancestrais humanos[46]
6. O desenvolvimento de nossa espécie Homo sapiens, cerca de 250 mil anos atrás, cobrindo a era paleolítica da história humana[46]
7. O surgimento da agricultura a cerca de 11 mil anos atrás na era neolítica, possibilitando sociedades maiores e mais complexas[46]
8. A "revolução moderna" ou as diversas transformações sociais, econômicas e culturais que trouxeram o mundo para a era moderna[46]
9. O que acontecerá no futuro e previsão do que será o próximo limiar de nossa história[47][48]

### Condições "Cachinhos Dourados"

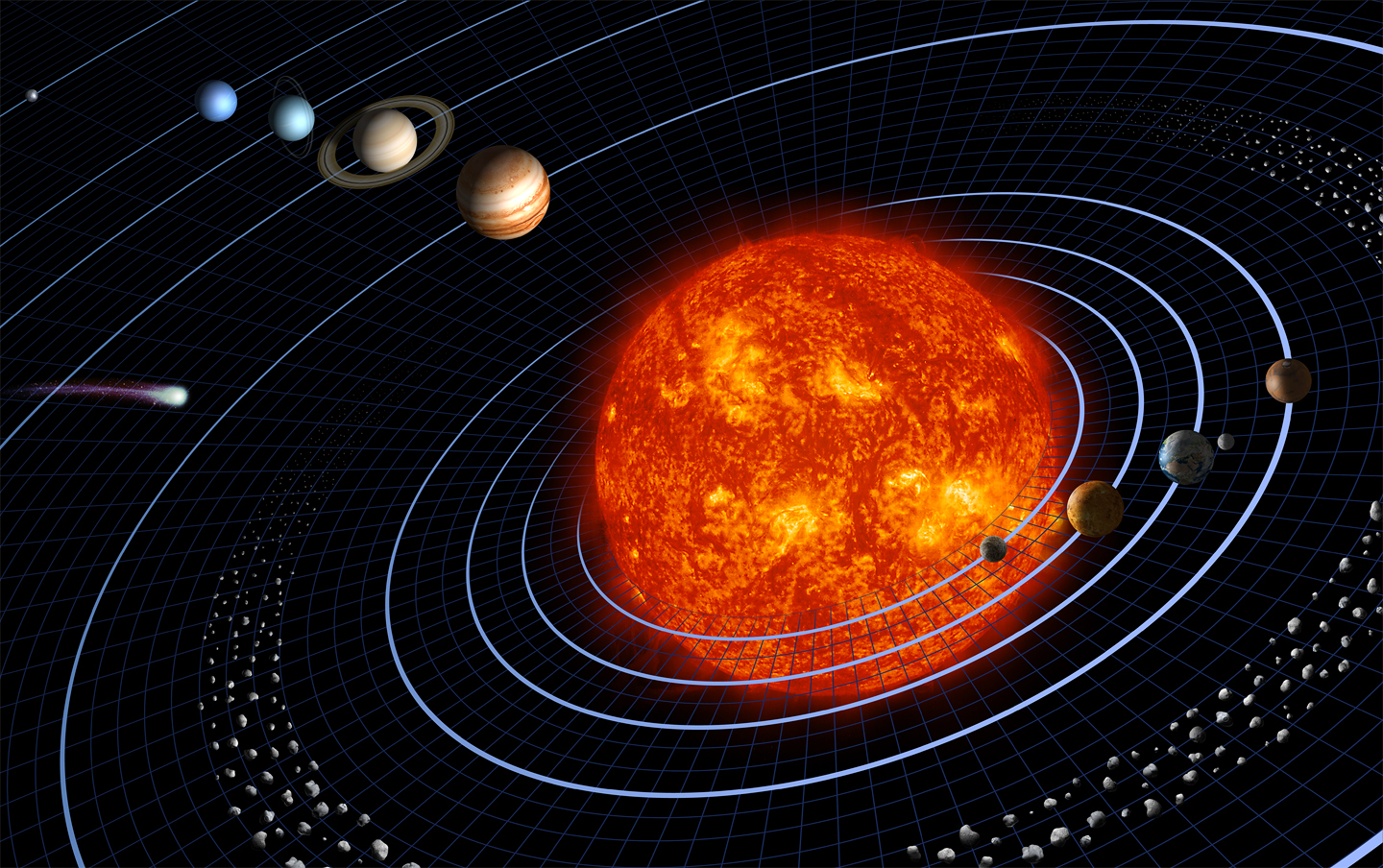
O planeta Terra está idealmente localizado em uma condição Goldilock - não estando nem muito próximo nem muito distante do Sol.

Um tema recorrente na Grande História é o que foi denominado condições Goldilocks (cachinhos dourados) ou o princípio Goldilocks, que descreve como "as circunstâncias devem ser corretas e precisas para qualquer tipo de complexidade se formar ou continuar a existir", como enfatizou Spier em seu livro recente.Para os seres humanos, as temperaturas corporais não podem ser muito quentes nem muito frias; para a vida se formar em um planeta, não se pode ter muita nem pouca energia da luz solar. As estrelas exigem quantidades suficientes de hidrogênio, suficientemente embaladas sob tremenda gravidade, para causar fusão nuclear.
Christian sugere que o universo cria complexidade quando essas condições Goldilocks são atendidas, ou seja, quando as coisas não são muito quentes ou frias, não são rápidas ou lentas. Por exemplo, a vida não começou em sólidos (as moléculas estão presas, impedindo os tipos certos de associações) ou gases (as moléculas se movem muito rápido para permitir associações favoráveis), mas em líquidos como a água que permitiram os tipos certos de interações na velocidade certa.
Um pouco em contraste, Eric Chaisson sustentou há mais de uma década que "a complexidade organizacional é principalmente governada pelo uso "ótimo" da energia - não pouco quanto à privação de um sistema, mas também nem muito para destruí-lo "). Nem os princípios máximos de energia nem os estados mínimos de entropia são provavelmente relevantes, e os recursos para "Princípios Goldilocks" são desnecessários para apreciar o surgimento da complexidade na natureza.

### Outros temas

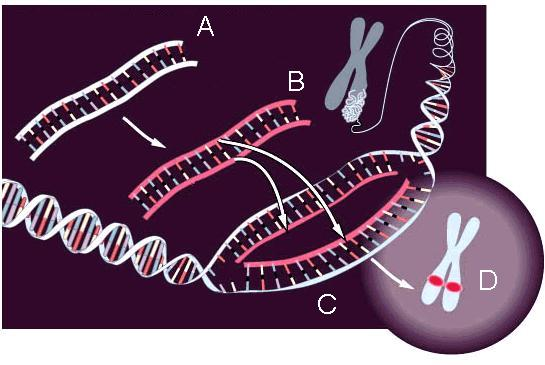
Historiadores da Grande História usam informações baseadas em técnicas científicas como mapeamento genético para aprender mais sobre as origens da humanidade.

Os avanços em ciências específicas como a arqueologia, mapeamento genético e ecologia evolucionária tem permitido aos historiadores a obter novos insights sobre os primórdios da humanidade, a despeito da carência de fontes escritas. Um relato sugere que os proponentes da Grande História estivessem tentando "sustar" a prática convencional da historiografia de confiar em registros escritos.
Os proponentes da Grande História sugerem que os seres humanos tem sido afetados pelas  mudanças climáticas bem como a afetam através da história por métodos como as queimadas, na agricultura, embora as modificações ocorridas tenham sido em menor escala do que nos últimos anos após a Revolução Industrial.
Um livro de Daniel Lord Smail de 2008 sugere que a história foi um processo contínuo em que humanos aprendiam a auto-modificar seus estados mentais usando estimulantes como café e tabaco, bem como outros meios, como ritos religiosos ou romances e novelas. Sua visão é a de que a cultura e a biologia estão altamente interligadas, de modo que as práticas culturais podem fazer com que os cérebros humanos sejam conectados de maneira diferente daquelas nas diferentes sociedades.

### Criticidade epistemológica e diálogo de saberes
Atualmente, a Grande História é um campo acadêmico consolidado que está dando origem a novos olhares e abordagens epistemológicas, especialmente na América Latina e no Caribe, cuja visão de decolonização da história, economia e da ciência abriu novas questões. Neste sentido, a pesquisa transdisciplinar e biomimética de Javier Collado representa uma ecologia de saberes entre o conhecimento científico e sabedoria ancestral dos povos indígenas, como por exemplo os povos ameríndios ou os povos indígenas do Brasil. Esta visão transdisciplinar integra e unifica várias epistemes que estão em, entre, e além das disciplinas científicas, ou seja, incluindo a sabedoria ancestral, espiritualidade, a arte, as emoções, as experiências místicas e outras dimensões esquecidas na história da ciência moderna e positivista. Quando a Grande História é abordada pelas ciências da complexidade, a abordagem transdisciplinar procura entender as interconexões da humanidade com os diferentes níveis de realidade que co-existem na natureza e no cosmos, e isso inclui experiências místicas e espirituais, muito presentes nos rituais do xamanismo com ayahuasca e outras plantas sagradas. O denominador comum de todas as cosmovisões ancestrais indígenas e aborígines é a concepção espiritual e ecológica que estrutura as suas organizações sociais, que estão em harmonia e respeito com as diferentes formas de vida que existem no nosso planeta. Da mesma forma que Fritjof Capra realizou uma análise dos paralelos entre a física moderna e o misticismo oriental, o ensino da Grande História nas universidades do Brasil, Equador, Colômbia e Argentina é nutrida pela cosmovisão dos povos indígenas das Américas para analisar os paralelos entre as descobertas científicas e o conhecimento ancestral dos povos indígenas e aborígenes.

### Apresentação por vídeo interativo na web
A Grande História é mais aberta do que a história convencional a ser ensinada por meio de sites interativos com vídeos e sem livros didáticos.A disciplina se beneficiou de ter novas formas de apresentar temas e conceitos em novos formatos, muitas vezes complementados pela Internet e tecnologia do computador.O projeto ChronoZoom é, por exemplo, uma maneira de explorar a história de 14 bilhões de anos do universo em um formato de site interativo. Isso foi descrito no seguinte relato:
O ChronoZoom divide a totalidade do histórico cósmico em um navegador web em que os usuários podem clicar em diferentes épocas para aprender sobre os eventos que culminaram em nos levar até onde estamos hoje - no meu caso, sentado em uma cadeira de escritório escrevendo sobre o espaço. Ansioso para aprender sobre a época Stelliferous? Clique bem ali, meu companheiro explorador. Curioso sobre a formação da Terra? Vá para a seção "Terra e Sistema Solar" para ver o historiador David Christian falar sobre o nascimento do nosso lar.— TechCrunch, 2012
Em 2012, o canal History mostrou o filme History da World in Two Hours. A produção descrevia como os dinossauros efetivamente dominaram os mamíferos por 160 milhões de anos até que um impacto de asteroides decretou a sua extinção. Um relatório sugeriu que o canal de História obtivesse um patrocínio do StanChart para desenvolver um programa da Grande História intitulado "Humanidade". Em 2013, a nova rede H2, também do canal History, estreou a série Grande História, série de 10 episódios, narrada por Bryan Cranston e apresentando David Christian e uma variedade de historiadores, cientistas e especialistas relacionados. Cada episódio centrou-se em um grande tema da Grande História, como sal, montanhas, frio, voo, água, meteoros e megasestruturas.
Outro website robusto, desenvolvido ao longo de décadas e incluindo muitos recursos interativos de vídeo/animação relacionados à Grande História, é "Cosmic Evolution: From Big Bang to Humankind", que inclui trilhas paralelas de interesse tanto para alunos iniciantes quanto para especialistas.

## História da disciplina

### Primeiras iniciativas

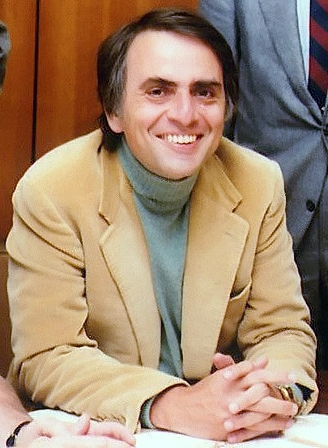
Astrônomo Carl Sagan

Enquanto o campo emergente da Grande História, em seu estado atual, geralmente é visto como tendo surgido nas últimas duas décadas, começando em torno de 1990, tem havido numerosos precedentes que remontam há quase 150 anos. Em meados do século XIX o livro "Kosmos" de Alexander von Humboldt e o livro "Vestigios da História Natural da Criação", de 1844 e de Robert W. Chambers, foram vistos como primeiros precursores do campo. Em certo sentido, a Teoria da Evolução de Darwin era, por si só, uma tentativa de explicar um fenômeno biológico examinando processos de causa e efeito de longo prazo. Na primeira metade do século XX, o biólogo secular Julian Huxley originou o termo "humanismo evolutivo", enquanto ao mesmo tempo o paleontólogo jesuíta francês Pierre Teilhard de Chardin examinou as ligações entre a evolução cósmica e a tendência para a complexificação (incluindo a consciência humana), enquanto considerando compatibilidade entre cosmologia, evolução e teologia.

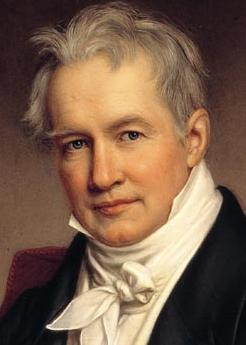
Alexander von Humboldt in 1843

Em meados e posteriores do século XX, The Ascent of Man de Jacob Bronowski, examinou a história a partir de uma perspectiva multidisciplinar. Mais tarde, Eric Chaisson explorou o tema da evolução cósmica quantitativamente em termos de densidade da taxa de energia, e o astrônomo Carl Sagan escreveu Cosmos, obra que se tornou uma bem sucedida série televisiva. Thomas Berry, um historiador cultural, e o acadêmico Brian Swimme exploraram o significado por trás dos mitos e encorajaram os acadêmicos a explorar temas além da religião organizada.
A disciplina continuou a evoluir a partir de estudos interdisciplinares em meados do século XX, estimulado em parte pela Guerra Fria e a Corrida Espacial. Alguns esforços iniciais foram cursos de Evolução Cósmica na Harvard Universidade dos Estados Unidos e História Universal na União Soviética. Uma conta sugeriu que a notável foto Earthrise, tomada durante uma órbita lunar pela nave espacial Apollo 8, que mostrava a Terra como uma pequena bola azul e branca por trás de uma paisagem lunar estranha e desolada, não só estimulava o movimento ambiental, mas também provocava um aumento de interesse interdisciplinar.
O historiador francês Fernand Braudel examinou o cotidiano com investigações de "forças históricas em grande escala como geologia e clima". O fisiologista Jared Diamond em seu livro Guns, Germs, and Steel examinou a interação entre a geografia e a evolução humana, argumentando que a forma horizontal do continente euro-asiático permitiu que as civilizações humanas avançassem mais rapidamente do que a forma vertical norte-sul do continente americano, porque permitiu uma maior concorrência e compartilhamento de informações entre os povos de mesmo clima.
Nos anos de 1970, estudiosos dos Estados Unidos, incluindo o geólogo Preston Cloud da Universidade de Minnesota, o astrônomo G. Siegfried Kutter do Evergreen State College no estado de Washington e os astrofísicos da Universidade de Harvard George B. Field e Eric Chaisson começaram a sintetizar conhecimento para formar uma "história de tudo com base na ciência", embora cada um deles estudiosos enfatizasse suas especializações particulares em seus cursos e livros. Em 1980, o filósofo austríaco Erich Jantsch escreveu The Self-Organizing Universe no qual via a história em termos do que ele chamou “estruturas de processos". Havia um curso experimental lecionado por John Mears na  Universidade Southern Methodist em Dallas, Texas, e outros cursos formais começaram a aparecer em nível universitário.
Em 1991, Clive Ponting escreveu A Green History da World: The Environment and the Collapse of Great Civilizations. Sua análise não começou com o Big Bang, mas seu capítulo "Fundamentos da História" explorou as influências de grandes dimensões geológicas e astronômicas durante um amplo período de tempo.

### David Christian
Um dos expoentes da Grande História é David Christian da Macquarie Universidade em Sydney, Australia. Ele pesquisou amplamente em diversos campos da ciência e acreditava que faltava muito no estudo geral da história. Seu primeiro curso de nível universitário foi oferecido em 1989. Desenvolveu um curso universitário que começa com o Big Bang e vai até o presente em que colaborou com numerosos colegas de diversos campos da ciência e das ciências humanas e sociais. Este curso eventualmente tornou-se um curso educacional intitulado Big History: The Big Bang, Life on Earth, and the Rise of Humanity, com 24 horas de palestras, lançado em 2008.
Desde a década de 1990, outras universidades tem começado a oferecer cursos similares. Em 1994, na Universidade de Amsterdam e na Universidade de Tecnologia de Eindhoven, foram oferecidos cursos universitários. Em 1996, Fred Spier escreveu The Structure of Grande História. Spier analisou processos estruturados que ele chamou de "regimes":
Eu defini um regime em seu sentido mais geral como "um padrão mais ou menos regular, mas instável, que tem uma certa permanência temporal", uma definição que pode ser aplicada às culturas humanas, à fisiologia humana e não humana, à natureza não humana, bem como aos fenômenos orgânicos e inorgânicos em todos os níveis de complexidade. Ao definir "regime" dessa maneira, os regimes culturais humanos tornaram-se assim uma subcategoria de regimes em geral, e a abordagem me permitiu olhar sistematicamente as interações entre os diferentes regimes que, em conjunto, produzem Grande História.— Fred Spier, 2008
O curso de Christian chamou a atenção do milionário Bill Gates, que discutiu com ele como transformar a Grande História em um curso de nível médio. Gates disse sobre David Christian:
Ele realmente me provocou. Aqui está um cara que leu as ciências, as humanidades e as ciências sociais e reuniu-as em uma única estrutura. Isso me fez desejar que eu pudesse ter tomado contato com a Grande História quando eu era jovem, porque teria me dado uma maneira de pensar sobre todo o trabalho da escola e ler isso depois. Em particular, colocou realmente as ciências em um contexto histórico interessante e explicou como elas se aplicam a muitas preocupações contemporâneas.— Bill Gates, em 2012

### Cursos Educacionais
Em 2002, dúzias de cursos universitários de Grande História surgiram em todo o mundo. Cynthia Stokes Brown foi a precursora na Universidade Dominicana da Califórnia e escreveu Big History: From the Big Bang to the Present. Em 2010, a Universidade Dominicana da Califórnia lançou o primeiro programa de Grande História do mundo a ser exigido de todos os alunos do primeiro ano, como parte da faixa de educação geral da escola. Este programa, dirigido por Mojgan Behmand, inclui uma pesquisa de um semestre e um curso interdisciplinar de segundo semestre explorando a metanarrativa Grande História através da lente de uma determinada disciplina ou assunto. Na descrição do curso se lia:
Bem-vindo ao Primeiro Ano de Experiência da Grande História na Universidade Dominicana da Califórnia. Nosso programa convida você em uma viagem imensa ao longo do tempo, para testemunhar os primeiros momentos do nosso universo, o nascimento das estrelas e dos planetas, a formação da vida na Terra, o alvorecer da consciência humana e a história de seres humanos que se desenrola sempre como a espécie dominante da Terra. Explore a questão inevitável do que significa ser humano e nosso papel importante em moldar possíveis futuros para o nosso planeta.— Descrição de Curso 2012
A abordagem da faculdade dominicana foi a de sintetizar os fios dispares do pensamento da Grande História, para ensinar o conteúdo, desenvolver habilidades de pensamento crítico e escrita, e preparar os alunos para lutar com as implicações filosóficas da Grande História metanarrativa. Em 2015, a gráfica da Universidade de California publicou o Ensino da Grande História, um guia pedagógico abrangente para o ensino da disciplina, editado por Richard B. Simon, Mojgan Behmand e Thomas Burke e escrito pela faculdade dominicana.
Barry Rodrigue, na Universidade do Sul do Maine, estabeleceu o primeiro curso de educação geral e a primeira versão online, que atraiu estudantes de todo o mundo. A  Universidade de Queensland, na Australia, oferece um curso de graduação intitulado Global History, exigido para todas as matérias da história, e "pesquisa as forças e fatores poderosos em grande escala de tempo que moldaram a história humana". Em 2011, 50 professores em todo o mundo ofereceram cursos. Em 2012, um relatório sugeriu que a Grande História estava sendo praticada como uma "forma coerente de pesquisa e ensino" por centenas de acadêmicos de diferentes disciplinas.

Há esforços para levar a Grande História a estudantes mais jovens. Em 2008, Christian e seus colegas começaram a desenvolver um curso para estudantes do ensino médio. Em 2011, um curso piloto de ensino médio foi ensinado a 3.000 crianças em 50 escolas secundárias em todo o mundo. Em 2012, havia 87 escolas, com 50 nos Estados Unidos, ensinando a disciplina.

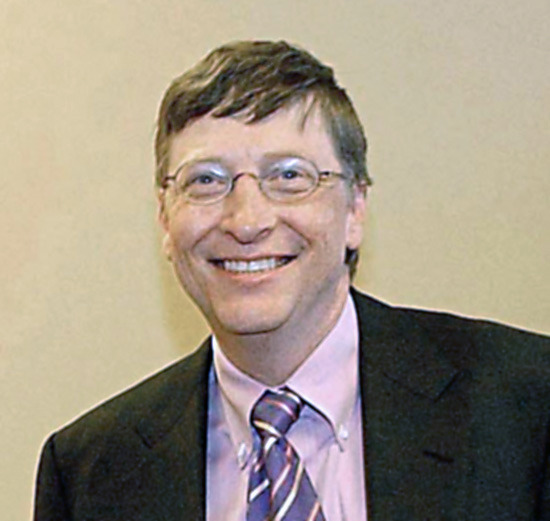
O milionário e filantropo Bill Gates é um importante defensor do encorajamento da instrução na Grande História.

O objetivo é um curso STEM em uma escola secundária.
Há inicativas de fazer a Grande História uma disciplina requerida para estudantes universitários de todo o mundo. Um projeto educacional fundado por Bill Gates a partir de seus fundos pessoais foi lançado na Austrália e nos Estados Unidos para oferecer uma versão online do curso para estudantes do ensino médio.

### Associação International da Grande História
A Associação International da Grande História (IBHA) foi fundada no Coldigioco Geological Observatory em Coldigioco, Marche, Itália, no dia 20 de agosto de 2010. Sua sede está localizada na Grand Valley State Universidade em Allendale, Michigan, EUA. Sua reunião inaugural em 2012 foi descrita como "big news" em artigo do The Huffington Post.

### Personalidades notáveis envolvidas
Dentre os acadêmicos envolvidos com o conceito incluem:
- David Christian da Universidade Macquarie, Sydney, Australia
- Fred Spier da Universidade de Amsterdam, Amsterdam, Holanda
- Walter Alvarez da Universidade da Califórnia em Berkeley, California, EUA
- Craig Benjamin do Grand Valley State Universidade, Allendale, Michigan, EUA
- Cynthia Stokes Brown do Dominican Universidade de California, San Rafael, California, EUA
- Lowell Gustafson do Villanova Universidade, Villanova, Pennsylvania, EUA
- Barry Rodrigue da Universidade de Southern Maine, Portland, Maine, EUA
- Joseph Voros[63] do Swinburne Universidade de Technology, Melbourne, Australia
- Javier Collado-Ruano[64] of Universidad Nacional de Educación (UNAE), Azogues, Ecuador
- Graeme Snooks da Australian National Universidade and the Institute do Global Dynamic Systems, Canberra, Australia.[65]
- Pamela Benjamin
- Penelope Markle
- Jonathan Markley do California State Universidade, Fullerton, California, EUA